# Olympische Sommerspiele 2020/Teilnehmer (Puerto Rico)
| Gelbes Symbol für Goldmedaillen mit stilisierten Olympischen Ringen | Graues Symbol für Silbermedaillen mit stilisierten Olympischen Ringen | Braundes Symbol für Bronzemedaillen mit stilisierten Olympischen Ringen |
| ------------------------------------------------------------------- | --------------------------------------------------------------------- | ----------------------------------------------------------------------- |
| 1                                                                   | —                                                                     | —                                                                       |

Puerto Rico nahm an den Olympischen Spielen 2020 in Tokio mit 37 Sportlern in 15 Sportarten teil. Es war die insgesamt 19. Teilnahme an Olympischen Sommerspielen.

## Medaillengewinner

### Gold
| Name                  | Sportart       | Wettkampf    |
| --------------------- | -------------- | ------------ |
| Jasmine Camacho-Quinn | Leichtathletik | 100 m Hürden |

## Teilnehmer nach Sportarten

### Basketball
| Wettbewerb    | Damen |
| ------------- | --- |
| Athleten      | Jacqueline Benítez Allison Gibson Michelle González Jazmon Gwathmey Sabrina Lozada-Cabbage Tayra Meléndez Jennifer O’Neill India Pagán Isalys Quiñones Pamela Rosado Dayshalee Salamán Jada Stinson |
| Coach         | Jerry Batista |
| Gruppenphase  | China (55–97) Belgien (52–87) Australien (69–96) |
| Viertelfinale | ausgeschieden |
| Halbfinale    | ausgeschieden |
| Finale        | ausgeschieden |
| Platzierung   | 12. Platz |

### Boxen
| Athleten       | Wettbewerb               | 1. Runde      | 1. Runde | Achtelfinale  | Achtelfinale  | Viertelfinale | Viertelfinale | Halbfinale    | Halbfinale    | Finale        | Finale        | Rang |
| Athleten       | Wettbewerb               | Gegner        | Ergebnis | Gegner        | Ergebnis      | Gegner        | Ergebnis      | Gegner        | Ergebnis      | Gegner        | Ergebnis      | Rang |
| -------------- | ------------------------ | ------------- | -------- | ------------- | ------------- | ------------- | ------------- | ------------- | ------------- | ------------- | ------------- | ---- |
| Männer         |                          |               |          |               |               |               |               |               |               |               |               |      |
| Yankiel Rivera | Fliegengewicht bis 52 kg | S. Bibossynow | 1:4      | ausgeschieden | ausgeschieden | ausgeschieden | ausgeschieden | ausgeschieden | ausgeschieden | ausgeschieden | ausgeschieden | 17   |

### Golf
| Athleten              | Runde 1 | Runde 2 | Runde 3 | Runde 4 | Gesamt | Par | Rang |
| --------------------- | ------- | ------- | ------- | ------- | ------ | --- | ---- |
| Frauen                |         |         |         |         |        |     |      |
| Maria Fernanda Torres | 73      | 77      | 70      | 67      | 287    | +3  | 48   |
| Männer                |         |         |         |         |        |     |      |
| Rafael Campos         | 73      | 73      | 70      | 72      | 288    | +4  | 57   |

### Judo
| Athleten       | Wettbewerb | 1. Runde  | 1. Runde | 2. Runde | 2. Runde | Achtelfinale  | Achtelfinale  | Viertelfinale | Viertelfinale | Halbfinale / Trostrunde | Halbfinale / Trostrunde | Finale / Platz 3 | Finale / Platz 3 | Rang |
| Athleten       | Wettbewerb | Gegner    | Ergebnis | Gegner   | Ergebnis | Gegner        | Ergebnis      | Gegner        | Ergebnis      | Gegner                  | Ergebnis                | Gegner           | Ergebnis         | Rang |
| -------------- | ---------- | --------- | -------- | -------- | -------- | ------------- | ------------- | ------------- | ------------- | ----------------------- | ----------------------- | ---------------- | ---------------- | ---- |
| Frauen         |            |           |          |          |          |               |               |               |               |                         |                         |                  |                  |      |
| María Pérez    | bis 70 kg  | G. Howell | 10s2:0s3 | —        | —        | C. Arai       | 0:10s1        | ausgeschieden | ausgeschieden | ausgeschieden           | ausgeschieden           | ausgeschieden    | ausgeschieden    | 9    |
| Melissa Mojica | über 78 kg | R. Nunes  | 0s2:1s1  | —        | —        | ausgeschieden | ausgeschieden | ausgeschieden | ausgeschieden | ausgeschieden           | ausgeschieden           | ausgeschieden    | ausgeschieden    | 17   |
| Männer         |            |           |          |          |          |               |               |               |               |                         |                         |                  |                  |      |
| Adrián Gandía  | bis 81 kg  | Freilos   | Freilos  | M. Casse | 1s2:11   | ausgeschieden | ausgeschieden | ausgeschieden | ausgeschieden | ausgeschieden           | ausgeschieden           | ausgeschieden    | ausgeschieden    | 17   |

### Leichtathletik
Laufen und Gehen 
| Athleten              | Wettbewerb   | Runde 1     | Runde 1 | Halbfinale    | Halbfinale    | Finale        | Finale        | Rang          |
| Athleten              | Wettbewerb   | Zeit        | Rang    | Zeit          | Rang          | Zeit          | Rang          | Rang          |
| --------------------- | ------------ | ----------- | ------- | ------------- | ------------- | ------------- | ------------- | ------------- |
| Frauen                |              |             |         |               |               |               |               |               |
| Jasmine Camacho-Quinn | 100 m Hürden | 12,41 s     | 1       | 12,26 s       | 1             | 12,37 s       | 1             | Gold          |
| Männer                |              |             |         |               |               |               |               |               |
| Andrés Arroyo         | 800 m        | 1:53,09 min | 7       | ausgeschieden | ausgeschieden | ausgeschieden | ausgeschieden | ausgeschieden |
| Ryan Sánchez          | 800 m        | 1:47,07 min | 7       | ausgeschieden | ausgeschieden | ausgeschieden | ausgeschieden | ausgeschieden |
| Wesley Vázquez        | 800 m        | 1:49,06 min | 7       | ausgeschieden | ausgeschieden | ausgeschieden | ausgeschieden | ausgeschieden |

### Reiten

#### Vielseitigkeitsreiten
| Athleten                                  | Wettbewerb | Minuspunkte Dressur | Minuspunkte Gelände | Minuspunkte Springen | Minuspunkte Springen | Minuspunkte Gesamt | Rang          |
| ----------------------------------------- | ---------- | ------------------- | ------------------- | -------------------- | -------------------- | ------------------ | ------------- |
| Lauren Billys mit Castle Larchfield Purdy | Einzel     | 39,90               | ausgeschieden       | ausgeschieden        | ausgeschieden        | ausgeschieden      | ausgeschieden |

### Ringen

#### Freier Stil
Legende: G = Gewonnen, V = Verloren, S = Schultersieg
| Athleten       | Wettbewerb       | Achtelfinale    | Achtelfinale | Viertelfinale | Viertelfinale | Halbfinale    | Halbfinale    | Hoffnungsrunde Halbfinale | Hoffnungsrunde Halbfinale | Hoffnungsrunde Finale | Hoffnungsrunde Finale | Finale        | Finale        | Rang |
| Athleten       | Wettbewerb       | Gegner          | Ergebnis     | Gegner        | Ergebnis      | Gegner        | Ergebnis      | Gegner                    | Ergebnis                  | Gegner                | Ergebnis              | Gegner        | Ergebnis      | Rang |
| -------------- | ---------------- | --------------- | ------------ | ------------- | ------------- | ------------- | ------------- | ------------------------- | ------------------------- | --------------------- | --------------------- | ------------- | ------------- | ---- |
| Männer         |                  |                 |              |               |               |               |               |                           |                           |                       |                       |               |               |      |
| Franklin Gómez | Klasse bis 74 kg | B. Abdurahmonov | V 0:10       | ausgeschieden | ausgeschieden | ausgeschieden | ausgeschieden | ausgeschieden             | ausgeschieden             | ausgeschieden         | ausgeschieden         | ausgeschieden | ausgeschieden | 16   |

### Rudern
| Athleten      | Wettbewerb | Vorlauf     | Vorlauf | Vorlauf       | Hoffnungslauf | Hoffnungslauf | Hoffnungslauf | Viertelfinale | Viertelfinale | Viertelfinale  | Halbfinale  | Halbfinale | Halbfinale    | Finale      | Finale | Rang |
| Athleten      | Wettbewerb | Zeit        | Platz   | Qualifikation | Zeit          | Platz         | Qualifikation | Zeit          | Platz         | Qualifikation  | Zeit        | Platz      | Qualifikation | Zeit        | Platz  | Rang |
| ------------- | ---------- | ----------- | ------- | ------------- | ------------- | ------------- | ------------- | ------------- | ------------- | -------------- | ----------- | ---------- | ------------- | ----------- | ------ | ---- |
| Frauen        |            |             |         |               |               |               |               |               |               |                |             |            |               |             |        |      |
| Verónica Toro | Einer      | 8:11,57 min | 3       | Viertelfinale | –             | –             | –             | 8:35,32 min   | 6             | Halbfinale C/D | 7:53,36 min | 5          | Finale D      | 7:57,22 min | 4      | 22   |

### Schießen
| Athleten        | Wettbewerb                                 | Qualifikation   | Qualifikation | Finale          | Finale        | Rang |
| Athleten        | Wettbewerb                                 | Ringe/ Scheiben | Rang          | Ringe/ Scheiben | Rang          | Rang |
| --------------- | ------------------------------------------ | --------------- | ------------- | --------------- | ------------- | ---- |
| Frauen          |                                            |                 |               |                 |               |      |
| Yarimar Mercado | Kleinkalibergewehr Dreistellungskampf 50 m | 1157-49x        | 28            | ausgeschieden   | ausgeschieden | 28   |

### Schwimmen
| Athleten       | Wettbewerb          | Vorlauf     | Vorlauf | Halbfinale    | Halbfinale    | Finale        | Finale        | Rang |
| Athleten       | Wettbewerb          | Zeit        | Rang    | Zeit          | Rang          | Zeit          | Rang          | Rang |
| -------------- | ------------------- | ----------- | ------- | ------------- | ------------- | ------------- | ------------- | ---- |
| Frauen         |                     |             |         |               |               |               |               |      |
| Miriam Sheehan | 100 m Freistil      | 56,64 s     | 38      | ausgeschieden | ausgeschieden | ausgeschieden | ausgeschieden | 38   |
| Miriam Sheehan | 100 m Schmetterling | 1:02,49 min | 31      | ausgeschieden | ausgeschieden | ausgeschieden | ausgeschieden | 31   |
| Männer         |                     |             |         |               |               |               |               |      |
| Jarod Arroyo   | 200 m Lagen         | 2:01,92 min | 39      | ausgeschieden | ausgeschieden | ausgeschieden | ausgeschieden | 39   |
| Jarod Arroyo   | 400 m Lagen         | 4:17,46 min | 22      | —             | —             | ausgeschieden | ausgeschieden | 22   |

### Segeln
| Athleten                       | Wettbewerb | Qualifikation | Qualifikation | Medal Race    | Medal Race    | Punkte | Rang |
| Athleten                       | Wettbewerb | Punkte        | Rang          | Punkte        | Rang          | Punkte | Rang |
| ------------------------------ | ---------- | ------------- | ------------- | ------------- | ------------- | ------ | ---- |
| Mixed                          |            |               |               |               |               |        |      |
| Gretchen Ortiz Quique Figueroa | Nacra 17   | 174           | 17            | ausgeschieden | ausgeschieden | 174    | 17   |

### Skateboard
| Athleten       | Wettbewerb | Qualifikation | Qualifikation | Finale        | Finale        | Rang |
| Athleten       | Wettbewerb | Punkte        | Rang          | Punkte        | Rang          | Rang |
| -------------- | ---------- | ------------- | ------------- | ------------- | ------------- | ---- |
| Männer         |            |               |               |               |               |      |
| Steven Piñeiro | Park       | 76,20         | 6             | 75,17         | 6             | 6    |
| Manny Santiago | Street     | 5,45          | 19            | ausgeschieden | ausgeschieden | 19   |

### Taekwondo
| Athleten           | Wettbewerb       | Qualifikation | Qualifikation | Viertelfinale | Viertelfinale | Hoffnungsrunde Halbfinale | Hoffnungsrunde Halbfinale | Halbfinale    | Halbfinale    | Hoffnungsrunde Finale | Hoffnungsrunde Finale | Finale        | Finale        | Rang |
| Athleten           | Wettbewerb       | Gegner        | Ergebnis      | Gegner        | Ergebnis      | Gegner                    | Ergebnis                  | Gegner        | Ergebnis      | Gegner                | Ergebnis              | Gegner        | Ergebnis      | Rang |
| ------------------ | ---------------- | ------------- | ------------- | ------------- | ------------- | ------------------------- | ------------------------- | ------------- | ------------- | --------------------- | --------------------- | ------------- | ------------- | ---- |
| Frauen             |                  |               |               |               |               |                           |                           |               |               |                       |                       |               |               |      |
| Victoria Stambaugh | Klasse bis 49 kg | A. Semberg    | 2:22          | ausgeschieden | ausgeschieden | ausgeschieden             | ausgeschieden             | ausgeschieden | ausgeschieden | ausgeschieden         | ausgeschieden         | ausgeschieden | ausgeschieden | 17   |

### Tischtennis
| Athleten       | Wettbewerb | 1. Runde        | 1. Runde | 2. Runde      | 2. Runde      | 3. Runde      | 3. Runde      | Achtelfinale  | Achtelfinale  | Viertelfinale | Viertelfinale | Halbfinale    | Halbfinale    | Finale/Platz 3 | Finale/Platz 3 | Rang  |
| Athleten       | Wettbewerb | Gegner          | Erg.     | Gegner        | Erg.          | Gegner        | Erg.          | Gegner        | Erg.          | Gegner        | Erg.          | Gegner        | Erg.          | Gegner         | Erg.           | Rang  |
| -------------- | ---------- | --------------- | -------- | ------------- | ------------- | ------------- | ------------- | ------------- | ------------- | ------------- | ------------- | ------------- | ------------- | -------------- | -------------- | ----- |
| Frauen         |            |                 |          |               |               |               |               |               |               |               |               |               |               |                |                |       |
| Adriana Díaz   | Einzel     | —               | —        | —             | —             | —             | —             | Liu Jia       | 0:4           | ausgeschieden | ausgeschieden | ausgeschieden | ausgeschieden | ausgeschieden  | ausgeschieden  | 17–32 |
| Melanie Díaz   | Einzel     | Orawan Paranang | 0:4      | ausgeschieden | ausgeschieden | ausgeschieden | ausgeschieden | ausgeschieden | ausgeschieden | ausgeschieden | ausgeschieden | ausgeschieden | ausgeschieden | ausgeschieden  | ausgeschieden  | 49–64 |
| Männer         |            |                 |          |               |               |               |               |               |               |               |               |               |               |                |                |       |
| Brian Afanador | Einzel     | Lam Siu Hang    | 3:4      | ausgeschieden | ausgeschieden | ausgeschieden | ausgeschieden | ausgeschieden | ausgeschieden | ausgeschieden | ausgeschieden | ausgeschieden | ausgeschieden | ausgeschieden  | ausgeschieden  | 49–64 |

### Wasserspringen
| Athleten        | Wettbewerb        | Vorkampf | Vorkampf | Halbfinale | Halbfinale | Finale        | Finale        | Rang |
| Athleten        | Wettbewerb        | Punkte   | Rang     | Punkte     | Rang       | Punkte        | Rang          | Rang |
| --------------- | ----------------- | -------- | -------- | ---------- | ---------- | ------------- | ------------- | ---- |
| Männer          |                   |          |          |            |            |               |               |      |
| Rafael Quintero | Turmspringen 10 m | 396,90   | 12       | 397,55     | 14         | ausgeschieden | ausgeschieden | 14   |